# Slag bij Dallas
De Slag bij Dallas vond plaats tussen 26 mei en 1 juni 1864 in Paulding County, Georgia tijdens de Amerikaanse Burgeroorlog. De strijd werd vooral uitgevochten door enerzijds het Zuidelijke korps onder leiding van luitenant-generaal William J. Hardee en het Noordelijke XV Corps onder leiding van generaal-majoor John A. Logan van het Army of the Tennessee. Soms worden de slagen van New Hope Church en Pickett’s Mill als een onderdeel beschouwd van de gevechten rond Dallas.
Op 24 mei 1864 ontving generaal-majoor William T. Sherman, bevelhebber van de Noordelijke troepen in Georgia, informatie dat zijn tegenstander, generaal Joseph E. Johnston een nieuwe defensieve linie innam ten zuiden van de Pumpkinvine Creek. Na een reeks van gevechten en schermutselingen trok Johnstons leger zich terug van Cassville en Kingston naar de Allatoona Pass en dan naar de omgeving van Dallas. Terwijl de Noordelijke hun eigen borstweringen opwierpen, testte een deel van de eenheden de sterkte van de Zuidelijke stellingen. De grootste gevechten vonden plaats op 28 mei toen het Zuidelijke korps van Hardee de Noordelijke stellingen testte. De sector die aangevallen werd door Hardee werd bemand door het XV Corps van het Army of the Tennessee. Er werd aangevallen op twee punten. De Zuidelijke aanval werd met zware verliezen afgeslagen.
Sherman zocht een weg rond de flanken van Johnstons leger. Op 1 juni bezette de Noordelijke cavalerie Allatoona Pass. Door de pas liep een spoorweg die Sherman kon inzetten om zijn leger van voorraden te voorzien. Sherman liet de linies voor Dallas voor wat ze waren en trok met zijn leger naar Allatoona Pass. Dit had tot gevolg dat Johnston zijn eigen linies moest verlaten en zich opnieuw in zuidelijke richting terug trekken.
Onder de vele duizenden slachtoffers was ook Archibald L. McDougall die nog een brigade had aangevoerd in het Army of the Potomac.